# Batotheca leucomelaena
Batotheca leucomelaena är en stekelart som först beskrevs av John Obadiah Westwood 1882.  Batotheca leucomelaena ingår i släktet Batotheca och familjen bracksteklar. Inga underarter finns listade.